# Rophites heinrichi
Rophites heinrichi là một loài Hymenoptera trong họ Halictidae. Loài này được Schwammberger mô tả khoa học năm 1976.